# Kaon (részecske)

A J^{PC} = 0^{−+} mezonnonett.

A J^{PC} = 0^{−+} mezonnonett.

A J^{PC} = 1^{−−} mezonnonett.

A J^{PC} = 1^{−−} mezonnonett.

A részecskefizikában a kaon az összefoglaló neve négy mezonnak, a két töltött és két semleges K-mezonnak: K+, K−, KS és KL. Utóbbi kettő a határozott tömegállapotban levő két semleges K-mezon.

## A kaonok felfedezése

### V-részecskék
Patrick Blackett manchesteri csoportjának tagjaiként 1946–47-ben Clifford Charles Butler és George Rochester kozmikus sugárzás hatását vizsgálták ólomtömb céltárgyra ejtve. A keletkező részecskéket mágneses térbe helyezett ködkamrával figyelték meg. 1946. október 15-én egy különös fordított V alakú nyomot láttak, amelyet egy semleges részecskének két töltött részecskére való bomlásaként interpretáltak. 1947 májusában láttak még egyet, amelyik viszont egy töltött részecske bomlásának tűnt. A két fényképet 1947-ben publikálták. A berendezést ezután áthelyezték Manchesterből a francia Pireneusokba, a Pic du Midi-in levő obszervatóriumba, hogy növeljék a kozmikus sugárzás intenzitását. Végül az újfajta különös részecskéknek két csoportját sikerült elkülöníteni. Később kapott nevükön az egyiket a kaonok vagy K-mezonok, a másikat a hiperonok alkották. Különösségük abban állt, hogy a magfizikai időskálán szokatlanul hosszú élettartamúak voltak, ezért szabad szemmel látható hosszúságú repülés után bomlottak csak el. Élettartamuk 10−10 nagyságrendű volt, miközben keltési gyakoriságuk alapján ezt 10−23 nagyságrendűnek várták volna.

### A τ–Θ-probléma, paritássértés
Az eddig megtalált két új mezon kezdetben a Θ0 és τ+ nevet viselte. Utóbbi nem tévesztendő össze a mai τ-lepton nevével. A megfigyelt bomlási módjuk a következő volt:
{\displaystyle \Theta ^{0}\to \pi ^{+}\pi ^{-}}
{\displaystyle \tau ^{+}\to \mu ^{+}+\nu _{\mu }}
Hamarosan számos új részecskét és bomlási módot fedeztek fel, s az új mezonok sora már így nézett ki: τ+, τ'+, κ+, θ0, χ+. 1953 júliusában a franciaországi Bagneres-de-Bigorre-ban tartott nemzetközi kozmikus sugárzási konferencián elhatározták, hogy valamennyit K-mezonnak fogják hívni és nevükben jelölni fogják a töltésüket, és bomlási módjukat a következő formában:
{\displaystyle K_{\nu \xi }^{Q}} (például a fenti két részecske: {\displaystyle K_{2\pi }^{0}} és {\displaystyle K_{\mu \nu }^{+}} )
ahol Q az elektromos töltésszám, ν a bomlástermékek száma, ξ pedig a típusa. Ennyi új részecske sem volt azonban. A τ+ és Θ+ csak annyiban különböztek egymástól, hogy az előbbi bomlástermékeinek (-1)(-1)J volt a paritása, míg az utóbbiénak (-1)J, ahol J a bomló részecske spinje. Két megoldás lehetséges. Vagy a két részecske paritása különböző, vagy a paritás nem marad meg ezen bomlás során. Az utóbbi sokak számára elképzelhetetlen volt, ellenkezett a klasszikus fizika tapasztalatával, de végül Lee és Yang 1956-ban ezt a megoldást javasolták, 1957-ben pedig Wu a kobalt magok bomlása során explicit módon be is bizonyította a paritássértést. A τ+ és Θ+ részecske tehát ugyanannak a részecskének, az ezentúl K+-nak nevezett részecskének bizonyult.

### A kaonok ritkasága és izospinje
1952-től a kozmikus sugárzás mellett majd helyett szinkrotronokkal vizsgálták az új részecskék keletkezését, az első ilyen részecskegyorsítók a Brookhaveni Nemzeti Laboratórium Cosmotronja és a Berkely Bevatronja voltak. Abraham Pais 1952-ben megjósolta a ritkaságot, egy új töltésjellegű mennyiséget, amely az erős kölcsönhatásban megmarad, de sérül a gyenge kölcsönhatásban. Ez magyarázta az új részecskék különös viselkedését, nagy keltési, de kicsi bomlási hatáskeresztmetszetét. Az erős kölcsönhatásban keletkeztek párban, de azután bomlani csak gyenge kölcsönhatással tudtak.
Keltési tulajdonságaik alapján a kaonokat két izodublettbe lehetett besorolni:
{\displaystyle {\begin{pmatrix}K^{+}\\K^{0}\end{pmatrix}}} és {\displaystyle {\begin{pmatrix}{\overline {K}}^{0}\\K^{-}\end{pmatrix}}}
A keltési módjaikból:
{\displaystyle \pi ^{+}+n\rightarrow \Lambda ^{0}+K^{+}}
{\displaystyle \pi ^{-}+p\rightarrow \Lambda ^{0}+K^{0}}
ahol az erős kölcsönhatás miatt az izospin megmarad, világos, hogy a K-mezonok izospinje nem lehet egész., mivel a Λ barion izoszingulett.

### A megfigyelhető semleges kaonok és a CP-szimmetria
A semleges K-mezon és antirészecskéje egyaránt tud bomlani mindkét kétpionos végállapotra, ezért Enrico Fermi kérdezte, hogyan lehet őket megkülönböztetni.
{\displaystyle K^{0}\rightarrow \pi ^{0}\pi ^{0},{\overline {K}}^{0}\rightarrow \pi ^{0}\pi ^{0},K^{0}\rightarrow \pi ^{+}\pi ^{-},{\overline {K}}^{0}\rightarrow \pi ^{+}\pi ^{-}}
Pais és Gell-Mann álltak elő az ötlettel, hogy a két semleges K-mezon keveredik:
{\displaystyle |K_{S}\rangle ={\frac {|K^{0}\rangle +|{\overline {K}}^{0}\rangle }{\sqrt {2}}},|K_{L}\rangle ={\frac {|K^{0}\rangle -|{\overline {K}}^{0}\rangle }{\sqrt {2}}}}
Ezek a CP-tükrözés sajátállapotai +1 illetve −1 sajátértékkel, és mint kiderült, a gyenge kölcsönhatásnak ezek a sajátállapotai, ezek rendelkeznek a gyenge bomlásban határozott élettartammal. A KS élettartama ~10−10s (S: short „rövid”) a KL-é ~10−8s (L: long „hosszú”).

## Alapvető tulajdonságaik
| Részecske     | Jel                                                  | Anti- részecske                                      | Kvark összetétel                                                                   | I (JP) N2S+1LJ | Nyugalmi tömeg MeV/c² | S  | C | B | T | közepes élettartam τ(s) / (cτ) | teljes szélesség (MeV) | bomlási mód | elágazási arány                           |
| ------------- | ---------------------------------------------------- | ---------------------------------------------------- | ---------------------------------------------------------------------------------- | -------------- | --------------------- | -- | - | - | - | ------------------------------ | ---------------------- | --- | ----------------------------------------- |
| töltött kaon  | {\displaystyle \mathrm {K^{+}} }                     | {\displaystyle \mathrm {K^{-}} }                     | {\displaystyle \mathrm {u{\bar {s}}} }                                             | ½ (0−) 11S0    | 493.7                 | +1 | 0 | 0 | 0 | 1.238×10−8 (3.712 m)           |                        | {\displaystyle \mu ^{+}{\overline {\nu }}_{\mu }} {\displaystyle \pi ^{+}\pi ^{0}} {\displaystyle \pi ^{+}\pi ^{+}\pi ^{-}} {\displaystyle \pi ^{0}e^{+}{\overline {\nu }}_{e}} {\displaystyle \pi ^{0}\mu ^{+}{\overline {\nu }}_{\mu }} {\displaystyle \pi ^{+}\pi ^{0}\pi ^{0}} | 0.6355 0.2066 0.0559 0.0507 0.0335 0.0176 |
| semleges kaon | {\displaystyle \mathrm {K^{0}} }                     | {\displaystyle \mathrm {{\overline {K}}^{0}} }       | {\displaystyle \mathrm {d{\bar {s}}} }                                             | ½ (0−) 11S0    | 497.6                 | +1 | 0 | 0 | 0 | –                              |                        | ld. KS és KL |                                           |
| semleges kaon | {\displaystyle \mathrm {{\overline {K}}^{0}} }       | {\displaystyle \mathrm {K^{0}} }                     | {\displaystyle \mathrm {{\bar {d}}s} }                                             | ½ (0−) 11S0    | 497.6                 | −1 | 0 | 0 | 0 | –                              |                        | ld. KS és KL |                                           |
| töltött kaon  | {\displaystyle \mathrm {K^{-}} }                     | {\displaystyle \mathrm {K^{+}} }                     | {\displaystyle \mathrm {{\bar {u}}s} }                                             | ½ (0−) 11S0    | 493.7                 | −1 | 0 | 0 | 0 | 1.238×10−8 (3.712 m)           |                        | {\displaystyle \mu ^{-}\nu _{\mu }} {\displaystyle \pi ^{-}\pi ^{0}} {\displaystyle \pi ^{-}\pi ^{+}\pi ^{-}} {\displaystyle \pi ^{0}e^{-}\nu _{e}} {\displaystyle \pi ^{0}\mu ^{-}\nu _{\mu }} {\displaystyle \pi ^{-}\pi ^{0}\pi ^{0}}                                           | 0.6355 0.2066 0.0559 0.0507 0.0335 0.0176 |
| K-short       | {\displaystyle \mathrm {K_{S}} }                     | –                                                    | {\displaystyle {\frac {\mathrm {d{\bar {s}}} +\mathrm {{\bar {d}}s} }{\sqrt {2}}}} | ½ (0−) 11S0    | 497.6                 | –  | 0 | 0 | 0 | 0.895×10−10 (2.68 cm)          |                        | {\displaystyle \pi ^{+}\pi ^{-}} {\displaystyle \pi ^{0}\pi ^{0}} | 0.692 0.307                               |
| K-long        | {\displaystyle \mathrm {K_{L}} }                     | –                                                    | {\displaystyle {\frac {\mathrm {d{\bar {s}}} -\mathrm {{\bar {d}}s} }{\sqrt {2}}}} | ½ (0−) 11S0    | 497.6                 | –  | 0 | 0 | 0 | 5.12×10−8 (15.34 m)            |                        | {\displaystyle \pi ^{\pm }e^{\mp }\nu _{e}} {\displaystyle \pi ^{\pm }\mu ^{\mp }\nu _{\mu }} {\displaystyle \pi ^{+}\pi ^{-}\pi ^{0}} {\displaystyle \pi ^{0}\pi ^{0}\pi ^{0}} | 0.406 0.270 0.195 0.125                   |
| K*(892)       | {\displaystyle \mathrm {K^{*+}(892)} }               | {\displaystyle \mathrm {K^{*-}(892)} }               | {\displaystyle \mathrm {u{\bar {s}}} }                                             | ½ (1−) 1³S1    | 891.7                 | +1 | 0 | 0 | 0 |                                | 51                     | {\displaystyle K\pi } | ~1                                        |
| K*(892)       | {\displaystyle \mathrm {K^{*0}(892)} }               | {\displaystyle \mathrm {{\overline {K}}^{*0}(892)} } | {\displaystyle \mathrm {d{\bar {s}}} }                                             | ½ (1−) 1³S1    | 895.2                 | +1 | 0 | 0 | 0 |                                | 47.4                   | {\displaystyle K\pi } | ~1                                        |
| K*(892)       | {\displaystyle \mathrm {{\overline {K}}^{*0}(892)} } | {\displaystyle \mathrm {K^{*0}(892)} }               | {\displaystyle \mathrm {{\bar {d}}s} }                                             | ½ (1−) 1³S1    | 895.2                 | −1 | 0 | 0 | 0 |                                | 47.4                   | {\displaystyle K\pi } | ~1                                        |
| K*(892)       | {\displaystyle \mathrm {K^{*-}(892)} }               | {\displaystyle \mathrm {K^{*+}(892)} }               | {\displaystyle \mathrm {{\bar {u}}s} }                                             | ½ (1−) 1³S1    | 891.7                 | −1 | 0 | 0 | 0 |                                | 51                     | {\displaystyle K\pi } | ~1                                        |